# Хоакин Турина
Хоакин Турина Перез (шп. Joaquín Turina Pérez; Севиља, 9. децембар 1882 — Мадрид, 14. јануар 1949) је био шпански композитор, пијаниста, диригент, музички критичар и педагог који је значајно допринео развоју националног карактера шпанске музике 20. века. Његове најпопуларније композиције су Фантастичне игре и Тореадоров говор.

## Биографија

### Севиља и Мадрид (1882–1905)
Хоакин Турина је рођен 9. децембра 1882. године у Севиљи, у породици средње класе, као син сликара италијанског порекла Хоакина Турине и Консепсион Перез. У четвртој години је стекао репутацију чуда од детета. Узимао је часове клавира код Енрикеа Родригеза, а 1894. године је започео студије хармоније и контрапункта код Евариста Гарсије Тореса, капел-мајстора Севиљске катедрале. Први пут је јавно наступио као пијаниста 1897. године. Напустио је родни град 1902. године и настанио се у Мадриду, где је наставио да усавршава своје пијанистичко умеће код Хосеа Трага.

### Париз (1905–1913)
Отпутовао је у Париз 1905. године, где је учио клавир код Морица Мошковског и композицију у музичкој школи „Schola Cantorum“ Венсана д'Ендија. Париској публици се представио 1907. године делом Квинтет у г-молу, које је доживело велики успех и добило награду на Јесењем салону. У Паризу је упознао Исака Албениза (који га је саветовао да престане да пише музику у француском стилу и да своје дело заснује на андалузијским напевима), Пола Дикаа, Клода Дебисија и Мориса Равела.
Године 1908. склопио је брак са Обдулијом Гарзон, a две године касније добили су прво од петоро деце.
Године 1913. окончао је музичко образовање у париској „Schola Cantorum“, а исте године је у Краљевском театру у Мадриду са великим успехом изведено његово дело Процесија Росио.

### Мадрид (1914–1949)
По избијању Првог светског рата вратио се у Мадрид. У октобру 1914. премијерно је изведена његова опера Марго. Почетком наредне године представљен је са Мануелом де Фаљом, колегом са студија у Паризу, на концерту одржаном у Мадридском атенеуму.
У том периоду Туринино стваралаштво је фокусирано на симфонијску, камерну, вокалну и клавирску музику. Такође је одржавао интензивну концертну делатност, било као солиста, било у камерним ансаблима или са певачима. Као диригент премијерно је извео своја дела Божић (1916) и Скрушена прељубница (1917), а 1918. године ангажовао га је директор балетске компаније „Ballets Russes“ Сергеј Дјагиљев. На месту концерт-мајстора у Краљевском театру у Мадриду премијерно је извео нека од својих најпознатијих дела: Фантастичне игре (1919), Севиљска симфонија (1920), Санлукар де Барамеда (1921), Оријентални врт (1923) и Тореадоров говор (1925). Године 1931. именован је за професора композиције на Мадридском конзерваторијуму, a 1935. за академика Краљевске академије лепих уметности Сан Фернандо. Бавио се и теоријом музике (1917. је објавио Кратку музичку енциклопедију, а 1946. Расправу о композицији), а био је и аутор бројних новинских чланака, музичких критика и предавања.
Током Шпанског грађанског рата (1936–1939) био је под заштитом британског конзула Мадриду, који је тврдио да је Турина био чиновник конзулата. По завршетку рата био је члан комисије задужене за реорганизацију шпанских конзерваторијума, а 1941. је именован за Главног музичког комесара. Тај положај му је омогућио да коначно установи Национални оркестар.
Све већи број задужења и обавеза, као и болест која се из године у годину погоршавала, ограничили су његову музичку продукцију. У последњих девет година живота компоновао је свега тринаест дела, а последње (Са моје терасе) је настало 1947. године. Хоакин Турина је умро 14. јануара 1949. године у Мадриду.

## Дело
Композиторско дело Хоакина Турине је веома обимно. Неговао је различите музичке жанрове.

### Сценска дела
- Марго (1914)
- Божић (1916)
- Скрушена прељубница (1917)
- Оријентални врт (1922)
- Благовести (1923)

### Оркестарска дела
- Процесија Росио (1912)
- Јеванђеље (1914)
- Фантастичне игре (1919)
- Севиљска симфонија (1920)
- Тореадоров говор (1926)
- Ритмови (1927)
- Симфонијска рапсодија (1931)
- Симфонија мора (1945)

### Камерна дела
- Квинтет (1907)
- Гудачки квартет бр. 1 (1910)
- Андалузијска сцена (1911)
- Песма о девојци из Санлукара (1923)
- Трио за клавир, виолину и виолончело бр. 1 (1926)
- Соната за виолину и клавир бр. 1 (1929)
- Квартет за клавир и гудаче бр. 2 (1931)
- Класичне варијације (1932)
- Трио за клавир, виолину и виолончело бр. 2 (1933)
- Соната за виолину и клавир бр. 2 (1934)
- Серенада за гудачки квартет (1935)
- Фантазија „Круг“ (1936)
- Музе Андалузије (1942)
- Почаст Навари (1945)

### Вокално-инструментална дела
- Рима (1910)
- Поема у облику песама (1917)
- Напев Севиљи (1925)
- Срце жене (1926)
- Три сонета (1930)
- Аве Марија (1942)

### Клавирска дела
- Свита „Севиља“ (1908)
- Севиљски кутци (1911)
- Три андалузијске игре (1912)
- Албум с путовања (1915)
- Шпанске жене (1916, 1932)
- Приче из Шпаније (1918, 1928)
- Фантастичне игре (1919)
- Санлукар де Барамеда (1921)
- Вртови Андалузије (1924)
- Кварт Санта Круз (1925)
- Легенда о Хиралди (1926)
- Свита „Мајорка“ (1927)
- Приче из Шпаније (1928)
- Сећања на стару Шпанију (1929)
- Циганске игре (1930, 1934)
- Замак Алмодовар (1931)
- Италијанска фантазија (1932)
- Кутци Санлукара (1933)
- Концерт без оркестра (1935)
- Фантазија часовника (1943)
- Улицама Севиље (1943)
- Са моје терасе (1947)

### Дела за гитару
- Севиљана (1923)
- Фандангиљо (1925)
- Рафага (1929)
- Соната (1930)
- Почаст Тареги (1932)